# Hu Weide
Hu Weide (en chino: 胡惟德; pinyin: Hú Wéidé; Wade-Giles: Hu Wei-te; 1863 - 24 de noviembre de 1933) fue un político y diplomático chino durante la dinastía Qing y la República de China.
En 1904 fue ministro plenipotenciario en Moscú y declaró la neutralidad del gobierno Cixí en la guerra ruso-japonesa.
A pesar de tener simpatías con los Qing, aceptó la república y asumió como ministro de Exteriores. Fue embajador ante Rusia, Japón y Francia y fue rival político de Wu Tingfang. También representó a China en la Corte Permanente de Justicia Internacional.
Luego que Duan Qirui fuera expulsado de Pekín en 1926, actuó brevemente como Presidente interino y Premier de la República de China.